# Lawrence B. McGill
Lawrence McGill, o  Lawrence B. McGill (Courtland, 1869 – Waldo, 23 febbraio 1928), è stato un regista e attore statunitense.

## Biografia
Si conosce poco della sua biografia. Nato nel Mississippi, esordì come regista nel 1911 con un film prodotto dall'Eclair American. Lavorò con piccole case di produzione e girò nella sua carriera 28 film come regista. Ne interpretò cinque e ne firmò uno come sceneggiatore.
Nel 1917, firmò una versione di Delitto e castigo. Gli ultimi film da lui diretti, li girò nel 1918, interpretati da Irene Castle.

### Vita privata
Era sposato con l'attrice Gertrude Shipman. Morì il 23 febbraio 1928, appena compiuti i 61 anni, a Waldo, in Florida.

## Filmografia

### Regista
- Hands Across the Sea in '76  (1911)
- Man's Best Friend (con il nome Lawrence McGill) (1912)
- The Gypsy Bride (1912)
- The Mote and the Beam (1913)
- The Children of St. Anne (con il nome Lawrence McGill) (1913)
- London Assurance (1913)
- Shep, the Hero (1913)
- Annie Laurie (1913)
- The Dream Home (1913)
- Dick's Turning (1913)
- The Wager (1913)
- Maria Roma (1913)
- Our Mutual Girl (1914)
- In Mizzoura (1914)
- The Greyhound (come Lawrence McGill) (1914)
- America (come Lawrence McGill) (1914)
- The Price He Paid (1914)
- Are They Born or Made?  (come Lawrence McGill) (1915)
- The Studio of Life (1915)
- When Cameron Passed By (1915)
- Sealed Valley (1915)
- How Molly Malone Made Good (1915)
- The Woman's Law (1916)
- Puppets of Fate (1916)
- The Tangled Web
- The Silent Shame
- Sowing the Wind (1916)
- The Weaker Strain (1916)
- The Irony of Justice
- Crime and Punishment (1917)
- Dramma del rifugio Will Braham (The Angel Factory) (come Lawrence McGill) (1917)
- The First Law (1918)
- The Girl from Bohemia (1918)

### Attore
- Brooms and Dustpans (1912)
- Camille  (con il nome Lawrence McGill) (1912)
- The Call of the West (1912)
- Pierre of the Plains (1914)
- A Woman's Experience, regia di Perry N. Vekroff  (1918)

### Sceneggiatore
- Checkers, regia di Augustus E. Thomas   (1913)